# Collier Peak
Collier Peak är en bergstopp i Kanada.   Den ligger i provinsen Alberta, i den centrala delen av landet, 3 000 km väster om huvudstaden Ottawa. Toppen på Collier Peak är 2 769 meter över havet. Collier Peak ingår i Bow Range.
Terrängen runt Collier Peak är huvudsakligen bergig. Trakten runt Collier Peak är nära nog obefolkad, med mindre än två invånare per kvadratkilometer.. Närmaste större samhälle är Lake Louise, 9,3 km öster om Collier Peak. 
Trakten runt Collier Peak består i huvudsak av gräsmarker.